# Antonio Guiteras i Font
Antonio Guiteras y Font (Matanzas (Cuba), 20 de juny del 1819 - Sant Hilari Sacalm, 17 d'agost del 1901) fou un escriptor cubà d'origen català.
Estudià Dret, però no va exercir aquesta professió, sinó que es dedicà a la de magisteri. En companyia del seu germà Eusebi va fer un llarg viatge per Europa, Àsia i Àfrica; posteriorment dirigí el col·legi "La Empresa".
Va traduir els primers quatre llibres de L'Eneida, en versos lliures, versió que fou qualificada d'excel·lent, i publicà una Gramática castellana, així com diversos treballs a la Revista de Cuba.
Un altre germà, Pedro José Guiteras Font (1814-1890), també fou escriptor i pedagog.